# Görög kereszt

A görög kereszt legegyszerűbb változata, egyenes szárakkal

Névváltozatok: égtáj kereszt, egyenlő szárú kereszt, közönséges kereszt (Bárczay 115.), évszak kereszt
fr: croix grecque, en: Greek cross, St. Gcross, de: griechisches Kreuz, schwebendes Kreuz, la: crux immissa, crux aequalis, crux graeca 

Rövidítések:

## Fogalma
„görög kereszt, egyenlőszárú kereszt, közönséges kereszt (lat. Crux immissa): két azonos hosszúságú, egymást derékszögben metsző vonal. - A →kereszt ősi, keresztény formája. Korai példái a Priscilla-katakombákban találhatók. Később címerek díszítőelemévé, ill. pol. jelvénnyé lett változatai a →horgas kereszt, →horgonykereszt, →kaszáskereszt, →keresztszárú kereszt, →lóherés kereszt, →mankós kereszt, →nyilaskereszt, →rózsakereszt, →szegvégű kereszt, →szélesvégű kereszt, →talpas kereszt.”

A görög kereszt közönséges kereszt megrövidített szárakkal. Egyes 17. századi német heraldikusok rövidített keresztnek (de: abgekürztes Kreuz) is nevezték. A függőleges és vízszintes szárak hossza megegyezik. A keresztény ikonográfiában és a heraldikában a szárak és azok végződése számtalan változatban fordul elő. Címertani szempontból a görög kereszt változatának kell tekinteni azt a latin keresztet és változatát is, melynek egyik szára ugyanolyan hosszú, mint a másik. 
A keresztény ikonográfiában a 4. században már gyakran előfordul. A legismertebb görög kereszt a kék alapon ezüst görög kereszt, Görögország címere és vörös alapon ezüst görög kereszt, Svájc zászlója.

## Típusai

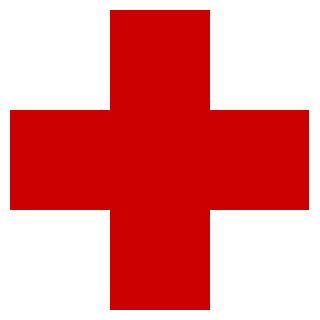
A Vöröskereszt jelképe, mely Svájc zászlójának a megfordított változata
Harántkereszt, narancssárga alapon fekete András-kereszt Európában a veszélyes anyagok jelölése
Máltai kereszt
Talpas kereszt
Mankós kereszt
szvasztika (horogkereszt)
Nyílvégű kereszt
Liliomvégű kereszt
Hurkos kereszt
Hermelin-kereszt
Kaszás kereszt
Bencés kereszt (en: benedictine cross), többféle változata létezik, mint pl. a liliomvégű szárak kozött a CSPB betűk (Crux Sancti Patris Benedicti, azaz Szent Benedek Atyánk Keresztje)
Trinitárius kereszt
Népkereszt (it: cruce di populi, de: Volkskreuz), az olasz heraldikában használt kereszt, azok által, akik a 15-16. századi háborúkban a néppárt (popolaritá) oldalán harcoltak; ezt olyan nagyra értékelték, hogy a viselője címerének gyakran a legelőkelőbb mezőjébe helyezte

## Változatai

Négyzetes görög kereszt (en: cross quadrate, cross nowy quadrate)
Négyzetes András-kereszt
Nimbuszkereszt (de: nimbiertes Kreuz)
Sugaras kereszt (fr: croix rayonnante, en: cross rayonnant, de: Kreuz mit Winkelstrahlen, es: cruz radiante, it: croce radianta, nl: stralenkruis)
Széttolt kereszt (en: cross voided, de: Gemmerkreuz)
Hálózott kereszt (fr: croix frettée, en: cross fretted, bar gemel, de: Zwillingsfadenkreuz) ikerszálból és ikerfonálból, van olyan is, ahol a keresztszárak hálószerűek
Háromszor hálózott kereszt (en: cross triple parted and fretted, triparted cross, interlaced cross, de: Gitterkreuz)
Rácsozott kereszt (en: cross fretted, de: Kantenwürfelkreuz) öt négyzet összeillesztéséből
Osztott kereszt (en: cross parted); öt ablakos négyzetre osztott görög kereszt
Felszabdalt kereszt (részekre osztott kereszt, fr: croix tronçonnée, en: cross toronné, dismembered cross, disjoined cross, disjointed cross)
Felszabdalt kereszt (fr: croix tronçonnée, en: cross tronconnee, de: zerstückeltes Kreuz, nl: verbrokkeld kruis)
Részekre osztott harántkereszt (en: saltire parted)